# أورانج (نيوهامشير)
أورانج (بالإنجليزية: Orange, New Hampshire)‏ هي بلدة أمريكية تقع في الولايات المتحدة في مقاطعة غرافتون (نيوهامشير). يقدر عدد سكانها بـ 331 نسمة ومساحتها 60.2 كم2 وترتفع عن سطح البحر 371 متر.